# 潮見知佳
潮見 知佳（2月21日—），日本漫畫家。愛知縣出身。在作品之中，《朦朧的月》與《羅剎斯之花》以及《夢的守護者》為人物關連的作品。

## 作品
講談社
- 七個魂之緒、全2冊、原名

秋田書店
- 闇夜CANON、全4冊、原名《CANON（日语：CANON (漫画)）》
- 妖獸之夜、全6冊、原名
- 《天才鎖匠》系列
  1. 天才鎖匠、7冊待續、原名
  2. Key Jack ~ 天才解鎖少年 ~、1冊待續

白泉社
- 黑之瞳、全4冊、原名
- 朦朧的月、全5冊、原名
- 羅剎斯之花、全9冊、原名《らせつの花（日语：らせつの花）》
- 前世是花魁、全4冊、原名
- 夢的守護者、全4冊、原名《ゆめの守人（日语：ゆめの守人）》

祥伝社
- 原名

## 外部連結
- （日語）潮見知佳/SEA ROUTE （页面存档备份，存于）